# Sundbergholmen
Sundbergsholmen is een Zweeds rond eiland in de Råneälven. Het eiland werd gevormd toen een meander in de rivier werd afgesneden. Het onbewoonde eiland heeft een oeververbinding naar de noordelijke (linker) oever van de rivier.
Storholmen · Storselaholmen · Storholmen · Sladaholmen · Hedholmen · Notholmen · Svedjeholmen · Tomasholmen · Niemiholm · Lillholmen · Färholmen · Sundbergholmen · Killingholmen · Holmen · Prästholmen · Börstholmen · Längholmen · Degerholmen · Kullen · Kaninholmen · Andholmen